# 13346 Danielmiller
13346 Danielmiller eller 1998 SP133 är en asteroid i huvudbältet som upptäcktes den 26 september 1998 av LINEAR i Socorro County, New Mexico. Den är uppkallad efter Daniel Louis Miller, Jr.
Den tillhör asteroidgruppen Nysa.